# Сибиоара (Констанца)
Сибиоара (рум. Sibioara) насеље је у Румунији у округу Констанца у општини Лумина. Oпштина се налази на надморској висини од 11 m.

## Становништво
Према подацима из 2002. године у насељу је живело 447 становника, од којих су сви румунске националности.